# Arlberský železniční tunel

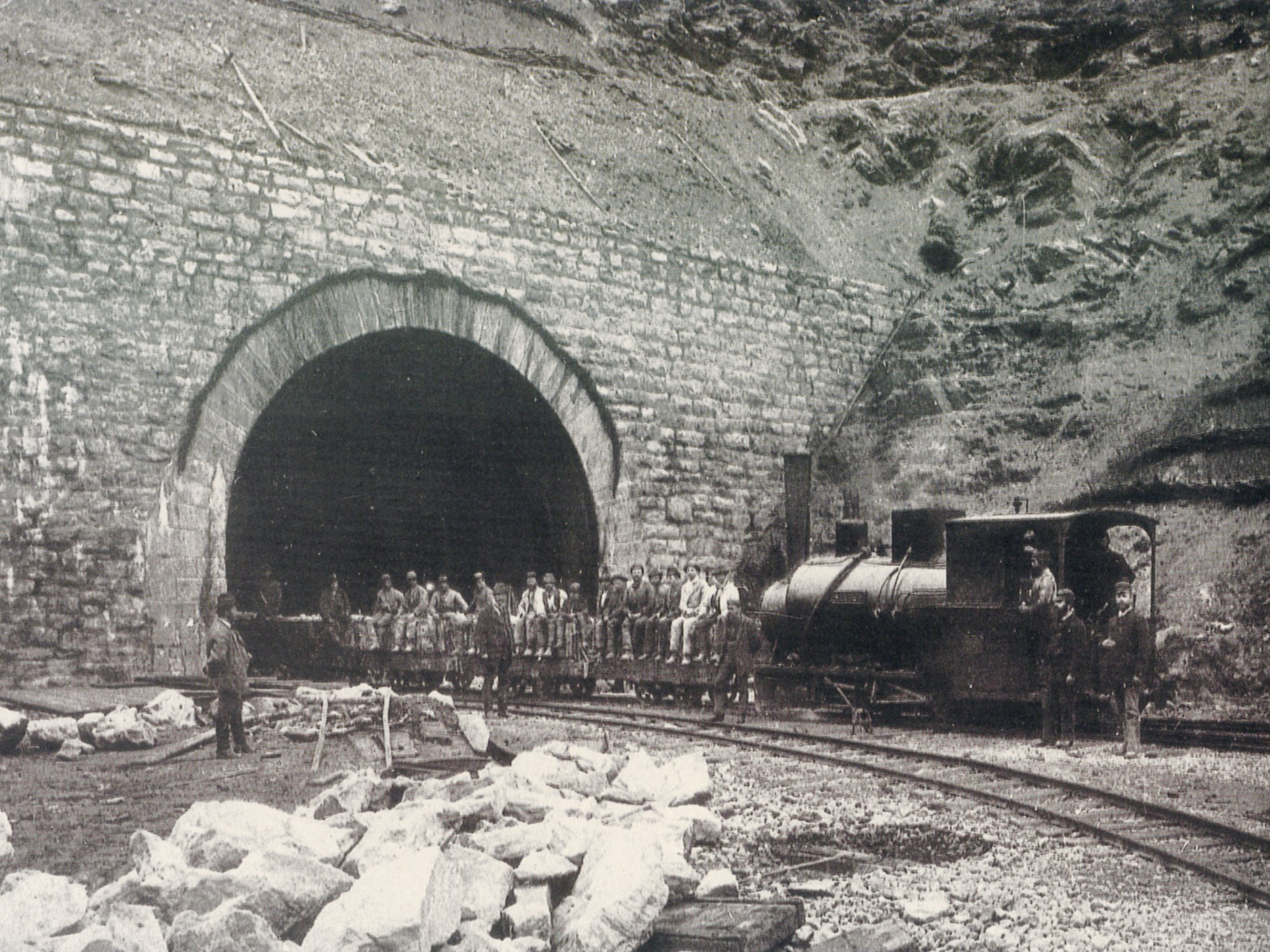
Úzkokolejný stavební vlak v roce 1882 během stavby tunelu

Arlberský železniční tunel (německy Arlberg Eisenbahntunnel) je železniční tunel v Rakousku. Leží na trati z Innsbrucku do Bludence, které se také říká Arlberská dráha, neboť spojuje Tyrolsko a Vorarlbersko trasou přes Arlberský masiv.
Tunel leží mezi stanicemi Sankt Anton am Arlberg a Langen am Arlberg v nadmořské výšce 1310 m.
Stavba byla zahájena 20. června 1880 na východní straně, na druhé straně až o čtyři roky později. Proražen byl 19. listopadu 1883, dokončovací práce trvaly až do 14. května 1884 a byl otevřen pro jednokolejný provoz 21. prosince 1884. Během výstavby v roce 1881 navštívil tunel císař František Josef I.
Měřil 10 249,9 metrů a byl projektován a stavěn pro dvoukolejnou trať; vzhledem k rychlému nárůstu dopravy byla druhá kolej uvedena do provozu již 15. července 1885. Od roku 1925 je plně elektrifikovaná. V letech 2004 až 2010 byla provedena generální rekonstrukce tunelu a byly vybudovány moderní únikové cesty.
V roce 2001 byl východní portál přeložen spolu s přeložkou navazujícího úseku trati, přitom délka tunelu narostla o 398 m na dnešních 10 648 m.